# Silene rechingeri
Silene rechingeri är en nejlikväxtart som beskrevs av Gilbert François Bocquet. Silene rechingeri ingår i släktet glimmar, och familjen nejlikväxter. Inga underarter finns listade i Catalogue of Life.